# 真中史雄
真中 史雄（まなか のりお、1948年 - ）は、日本の作家。東京都生まれ。

## 経歴
十代後半から日本を出、ヒッピーとして世界各地を単独放浪。1970年代 、北欧で働きながらシルクロード各国を旅し、その体験をのちに旅行記に著した。
おもな著書に『ドラッグ・内面への旅』『マリファナ物語』 (第三書館: 1991年）など。